# Rasmus Bengtsson
Rasmus Bengtsson - nascido em Malmö , em 26 de junho de 1986 - é um futebolista sueco que joga como defesa .

Defende atualmente as cores do FC Twente, Holanda.

Está na seleção sueca desde 2009 .